# 赫芬顿邮报

舊標誌

《哈芬登郵報》（英語：Huffpost）是一個美國的多語言網路傳媒。該傳媒由阿里安娜·哈芬登、肯尼思·莱勒、安德魯·布萊巴特及乔纳·佩雷蒂創辦，並以新聞報導及其評論平台之形式開始運作於2005年5月9日。其立場被認為是左派社會自由主義。
自從被美國線上於2011年2月收購之後，阿里安娜·赫芬顿成為赫芬顿邮报傳媒集團之主席及總編輯；同年，赫芬顿邮报之網站流量一度超越《紐約時報》網站。
2012年，赫芬顿邮报成為第一個獲得普立策獎的商業性網路傳媒。
2016年8月11日，阿里安娜·哈芬登因過度疲勞等緣由宣布辭職並表示將另創事業。
2020年11月，BuzzFeed Inc.以股票交易方式收购Verizon Media的《赫芬顿邮报》。

### 引用
1. ↑  . Encyclopædia Britannica Online.   [2013-10-09]. （原始内容存档于2015-05-04）.
2. ↑  Jeremy W. Peters, Verne G. Kopyteff. . 2011-02-07  [2012-04-17] （英语）.
 （页面存档备份，存于）
3. ↑  Interview mit Arianna Huffington im Schweizer Tages-Anzeiger vom 30. September 2014 anlässlich eines Besuchs in Berlin
4. ↑  . 美国之音.   [2017-03-08] （中文）.
5. ↑  . FT中文網.   [2017-03-08]. （原始内容存档于2021-03-12）.
6. 1 2  楊, 晨新. . 數位時代. 2016-08-12  [2017-03-08]. （原始内容存档于2021-05-16）.
7. ↑  . Digiday. 2016-08-15  [2017-03-08]. （原始内容存档于2020-08-15） （美国英语）.
8. ↑  Estes, Adam Clark. . The Atlantic.   [2017-03-08]. （原始内容存档于2021-05-16） （美国英语）.
9. ↑  Matthew Flamm. . Crain’s New York Business. 2012-04-16  [2012-04-17] （英语）.
 （页面存档备份，存于）
10. ↑  盧諭緯. . 數位時代. 2015-05-20  [2017-03-08]. （原始内容存档于2021-05-16）.
11. ↑  譚方婷. . www.thepaper.cn. 澎湃新聞.   [2017-03-08]. （原始内容存档于2021-04-20）.
12. ↑  黃哲斌. . 天下雜誌. 2016-09-13  [2017-03-08]. （原始内容存档于2020-06-09） （中文（臺灣））.
13. ↑  Hagey, Benjamin Mullin and Keach. . Wall Street Journal. 2020-11-19  [2020-12-21]. ISSN 0099-9660. （原始内容存档于2020-11-19） （美国英语）.

## 延伸閱讀
- 赫芬頓郵報日本版的挑戰
- All the Aggregation That's Fit to Aggregate （页面存档备份，存于）（英文）（繁體中文）

## 外部連結
- 赫芬顿邮报的Facebook專頁
- 來自《卫报》有關赫芬顿邮报的新闻和评论（英文）
- 赫芬顿邮报在《紐約時報》上的節選新聞及評論（英文）
- 赫芬頓郵報部落客聯盟 （页面存档备份，存于）（英文）
- Nieman Journalism Lab. . Encyclo: an encyclopedia of the future of news.   [2012-04-01]. （原始内容存档于2021-09-09）.（英文）（繁體中文）